# Metzgeria violacea
Metzgeria violacea (Synonym Metzgeria fruticulosa (Dicks.) A.Evans) ist eine Lebermoos-Art aus der Familie Metzgeriaceae. Deutsche Namen sind Blauendes Igelhaubenmoos oder Blauendes Gabellebermoos.

## Merkmale
Das Moos bildet lockere, grüne bis gelbgrüne, meist kleinere Rasen an Baumstämmen. Die niederliegenden, bis 1,5 Zentimeter langen Thalli sind gabelig verzweigt, die aufsteigenden Äste sind gegen die Spitze hin verschmälert und meist mit zahlreichen kleinen Brutkörpern besetzt. Die Unterseite der Rippe und die Thallusränder sind (meist spärlich) mit Haaren besetzt, die Thallusspitzen weisen kleine Schleimpapillen auf. Die Laminazellen sind 20 bis 50 Mikrometer groß. Getrocknete Pflanzen verfärben sich nach längerer (einige Monate) Lagerung blau.
Die Geschlechterverteilung ist diözisch. Sporophyten sind sehr selten entwickelt. Die Ausbreitung erfolgt gewöhnlich durch Brutkörper, diese sind eiförmig und werden an den Thallusästen an der Ober- und Unterseite der Rippe und auf Laminazellen gebildet.
Metzgeria violacea ist sehr ähnlich und nahe verwandt mit Metzgeria temperata. Bei letzterer werden die Brutkörper nur an den Lamina-Randzellen und nicht an der Rippe gebildet, die Thalli werden nach längerer Lagerung weißlich bis gelblich, niemals blau.

## Standortansprüche
Die Art wächst in niederschlagsreichen und luftfeuchten Gebieten besonders in Wäldern und an Waldrändern auf Borke von Laubbäumen, seltener von Nadelbäumen. Nur sehr selten wächst sie auf Gestein. Sie ist konkurrenzschwach und wird von anderen kräftigeren Moosen leicht überwachsen.

## Verbreitung
Als subozeanische Art ist das Moos in Europa vor allem im westlichen und mittleren Teil verbreitet, nach Norden bis Südskandinavien, die östlichsten Fundorte liegen in Rumänien, im Baltikum und in Polen. Weitere Vorkommen werden für Makaronesien angegeben.
In Mitteleuropa sind die Vorkommen weitgehend auf montane Höhenlagen beschränkt, in den Alpen bis in Höhen um 1100, selten 1400 Metern Höhe. In Deutschland ist die Art selten, in Österreich ist sie in den Nordalpen verbreitet und gebietsweise häufig.